# بورنس
گرت کلارک بورنس (انگلیسی: Garrett Clark Borns؛ زادهٔ ۷ ژانویهٔ ۱۹۹۲) که به‌طور حرفه‌ای به نام بورنس (انگلیسی: Børns) شناخته می‌شود، خواننده، ترانه‌نویس و نوازنده چندساز آمریکایی است. وی از سال ۲۰۱۲ میلادی تاکنون مشغول فعالیت بوده‌است.